# Рам-Ки
Рам-Ки (англ. Rum Cay) — остров и район Багамских островов.
До 1996 года остров был частью объединённого района Сан-Сальвадор и Рам-Ки.

## Происхождение названия
Первоначальные обитатели острова, индейцы племени лукайянов, называли остров «Мамана». Рам-Ки был вторым островом Нового света, на который попал Христофор Колумб, переименовавший его в «Санта Мария де ля Консепсьон» (исп. Santa Maria de la Concepción). Считается, что остров приобрёл своё более колоритное современное название («ромовый остров») из-за груза потерпевшего кораблекрушение судна — рома. Как-то испанцы нашли выброшенную на берег одинокую бочку с ромом, выпили весь ром, и остров снова сменил своё имя.

## География
Местоположение: широта N23 42' 30" — долгота W 74 50' 00".
Поверхность острова Рам-Ки, расположенного в 32 км (20 миль) юго-восточнее острова Сан-Сальвадор, в основном плоская с пологими холмами, возвышающимися примерно на 37 м. Главный населённый пункт — Порт-Нельсон (Port Nelson), живописная деревня посреди кокосовых рощ.

## Административное деление

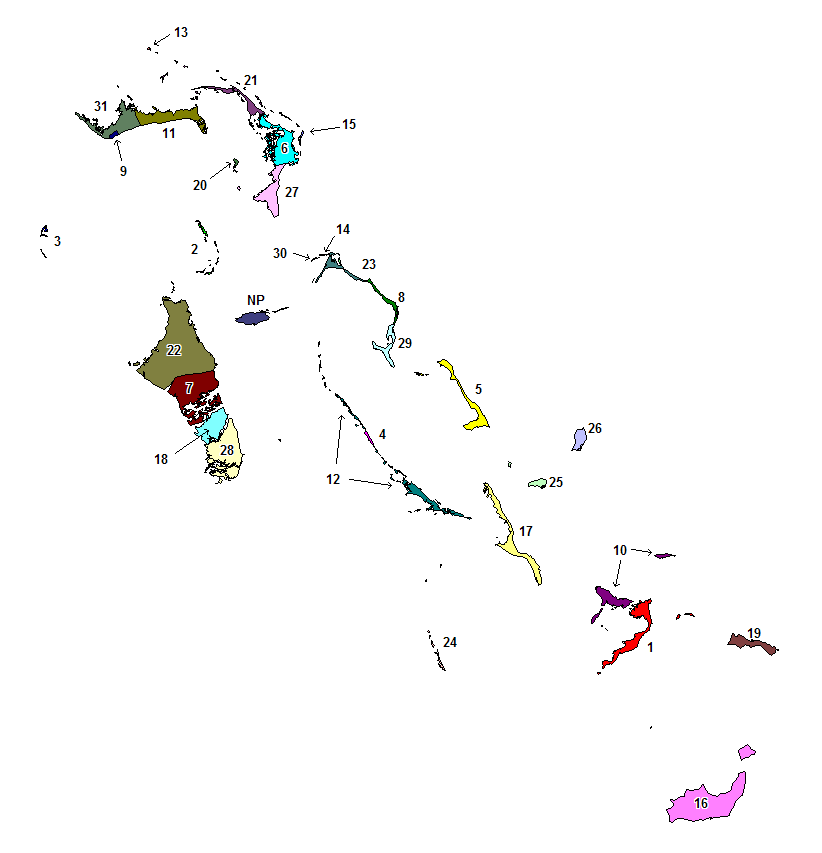
Карта районов Багамских островов

Рам-Ки — один из 32 районов Багамских островов. На карте он обозначен номером 25. Административный центр Района — населённый пункт Порт-Нельсон (англ. Port Nelson). Площадь района — 78 км². Население — 99 человек (2010).

## Экономика
Во второй половине XIX века население острова достигало пяти тысяч человек. Важное место в экономике острова занимали выращивание ананасов, добыча соли и производство сизаля, но конкуренция и стихийные бедствия, вроде урагана 1926 года, сделали своё дело, и сегодня основным занятием на острове является туризм. Границы плантаций, называемые «межами», можно видеть по всему острову. Эти плантации относятся к началу XIX века, когда здесь поселились лоялисты. В наши дни почти все островитяне живут в деревне Порт-Нельсон, где можно снять в аренду коттедж. Такие поселения, как Порт-Бойд (Port Boyd), Блэк-Рок (Black Rock) и Джин-Хилл (Gin Hill) в настоящее время заброшены.

## Достопримечательности
На севере острова находится пещера с лукаянскими рисунками и надписями. В плодородной почве острова, которую индейцы удобряли помётом летучих мышей, крестьяне находили различные артефакты аравакского периода.
Глубокие рифы и обрывы окружают эту бывшую пиратскую гавань. У рифа Саммер-Пойнт (Summer Point Reef) растёт роговидный коралл, а у Пиндерс-Пойнт (Pinder’s Point) хорошие места для подводного плавания. В Большом Каньоне (Grand Canyon) огромные 20-метровые коралловые стены почти достают до поверхности моря. В заливе Саммер-Пойнт (Summer Point Marina) есть доки, причалы, бар и ресторан. Бывший констебль Тед Бэйн держит небольшой гостевой домик. Бакалейными товарами и продуктами можно запастись в «Ласт Чанс Яхт Сэпплай» (Last Chance Yacht Supply). Здесь место стоянки яхт перед отплытием на остров Маягуану или на острова Теркс и Кайкос или перед возвращением в Джорджтаун либо в другие пункты на севере.
Рисковые любители подводного плавания всё ещё могут видеть коленвал, якорные цепи и отверстия для швартовов первого британского приводимого в движение винтом корабля «Конкуэрор» (H.M.S Conqueror), затонувшего в 1861 году и до сих пор находящегося на 10-метровой глубине в подводном каньоне у кораллового рифа.

## Линейный корабль «Конкуэрор» (H.M.S Conqueror)
Корпус 101-пушечного линейного корабля «Конкерор», построенного на верфи Девонпорт в 1855 году и принимавшего участие в Крымской войне, покоится на 10-метровой глубине у острова Рам-Ки, где он затонул в 1861 году, и охраняется в качестве экспоната Подводного музея Багамских островов.
В 1860 году винтовой трехдечный линейный корабль «Конкуэрор» был одним из новейших кораблей британских ВМС и занимал почётное место в боевом составе английского флота. 13 декабря 1861 года корабль затонул на рифе Саммер-Пойнт у острова Рам-Ки. Все 1400 членов его экипажа спаслись.
«Корабль имел ошибку счислимого места в 20 морских миль, и когда открылся берег, срезал слишком близко юго-восточную оконечность острова Рам-Ки и сел на риф. Капитан корабля, опасаясь, что команда (большинство моряков не умело плавать в те времена) напьётся до бесчувствия, когда станет очевидно, что корабль не спасти, приказал разбить все бочки с элем, вином и спиртным и вылить всё их содержимое. Затем он послал две самые большие (?) команды выгрузить всё, что можно было спасти и устроить лагерь на острове. Капитан оставался на борту с одним мичманом и десятью матросами до тех пор, пока корабль не разломился. После чего все, кроме команд шлюпок, остались на Рам-Ки. Команду спасли вскоре после того, как о кораблекрушении стало известно» (Путеводитель по Багамским островам «The Bahamas Cruising Guide»).